# Geografía de Jordania

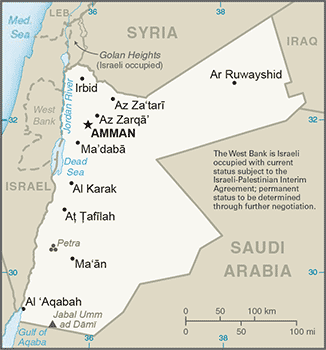
Situación de Jordania

Jordania es un país situado en el sudoeste de Asia, más concretamente en Oriente Próximo, al oeste de Irak, noroeste de Arabia Saudí y este de Israel y Cisjordania. Su extensión es de 89.342 km². El Jabal Umm al Dami es con 1.854 metros, el punto más elevado del país.
Jordania no tiene salida al mar, excepto en el extremo sur, donde tiene acceso al mar Rojo a través del golfo de Aqaba a lo largo de 26 km de costa.

## Fronteras

Mapa del acuerdo fronterizo entre Jordania y Arabia Saudí de 1965. El color verde, el territorio ganado por Jordania, y en color rojo, el ganado por Arabia Saudí.

Excepto por pequeñas secciones de las fronteras con Israel y Siria, las fronteras internacionales de Jordania no siguen características naturales del terreno. Las fronteras de los países fueron establecidas por varios acuerdos internacionales, y salvo la frontera con Israel, ninguna ha sido disputada desde 1989. 
La frontera entre Arabia Saudita y Jordania fue fijada por una serie de acuerdos entre el Reino Unido (entonces responsable del Mandato de Palestina) y el gobierno de lo que iba a convertirse en Arabia Saudita, y definida formalmente por el acuerdo de Hadda del 2 de noviembre de 1925.
En 1965, Jordania y Arabia Saudita firmaron un acuerdo bilateral que realineó y redefinió la frontera. Éste desembocó en un intercambio de territorios, en tanto el litoral de Jordania sobre el golfo de Áqaba se alargó en aproximadamente dieciocho kilómetros.

## Topografía

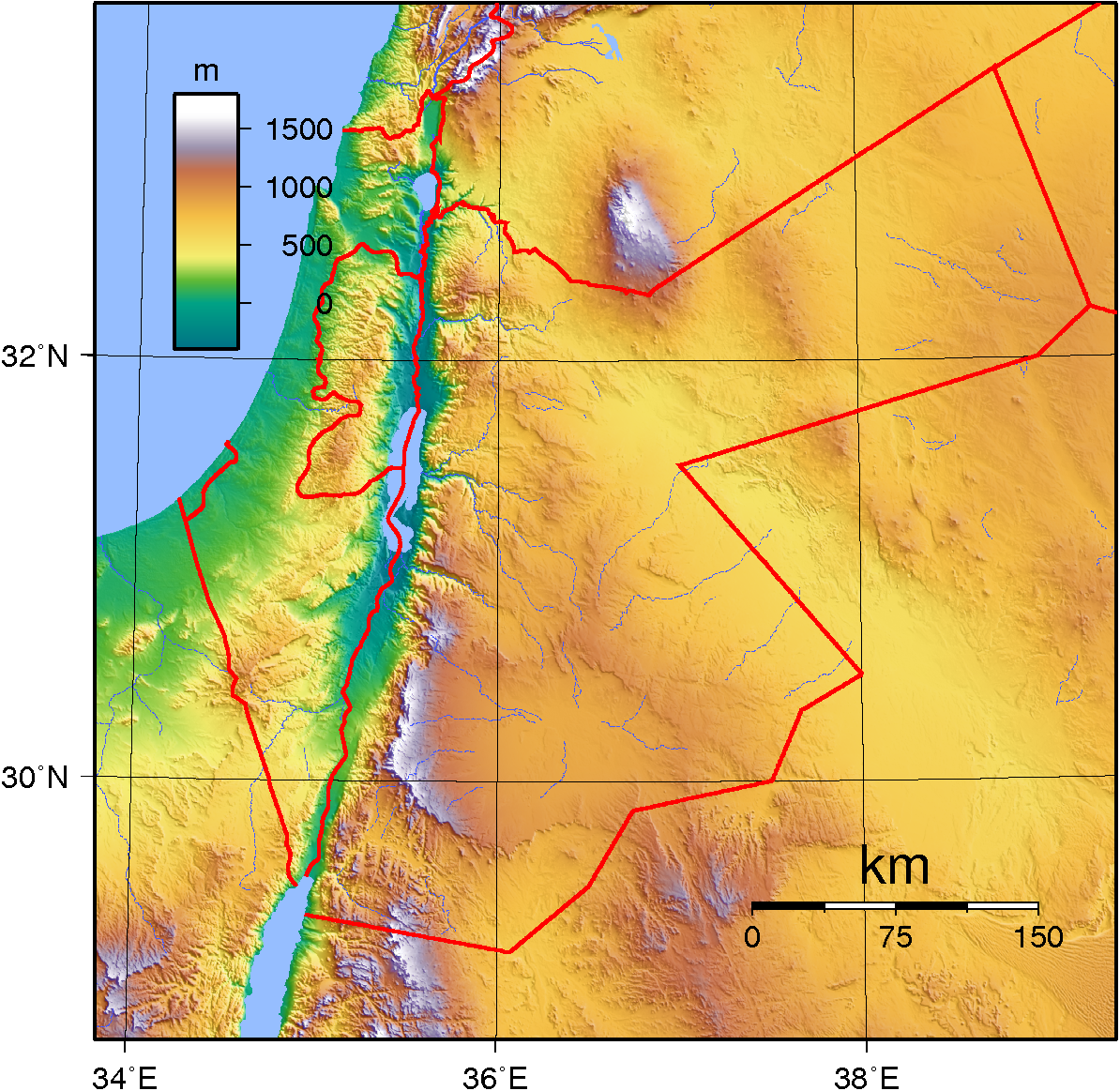
Topografía de Jordania

Vista de satélite de Cercano Oriente con Jordania en el centro.

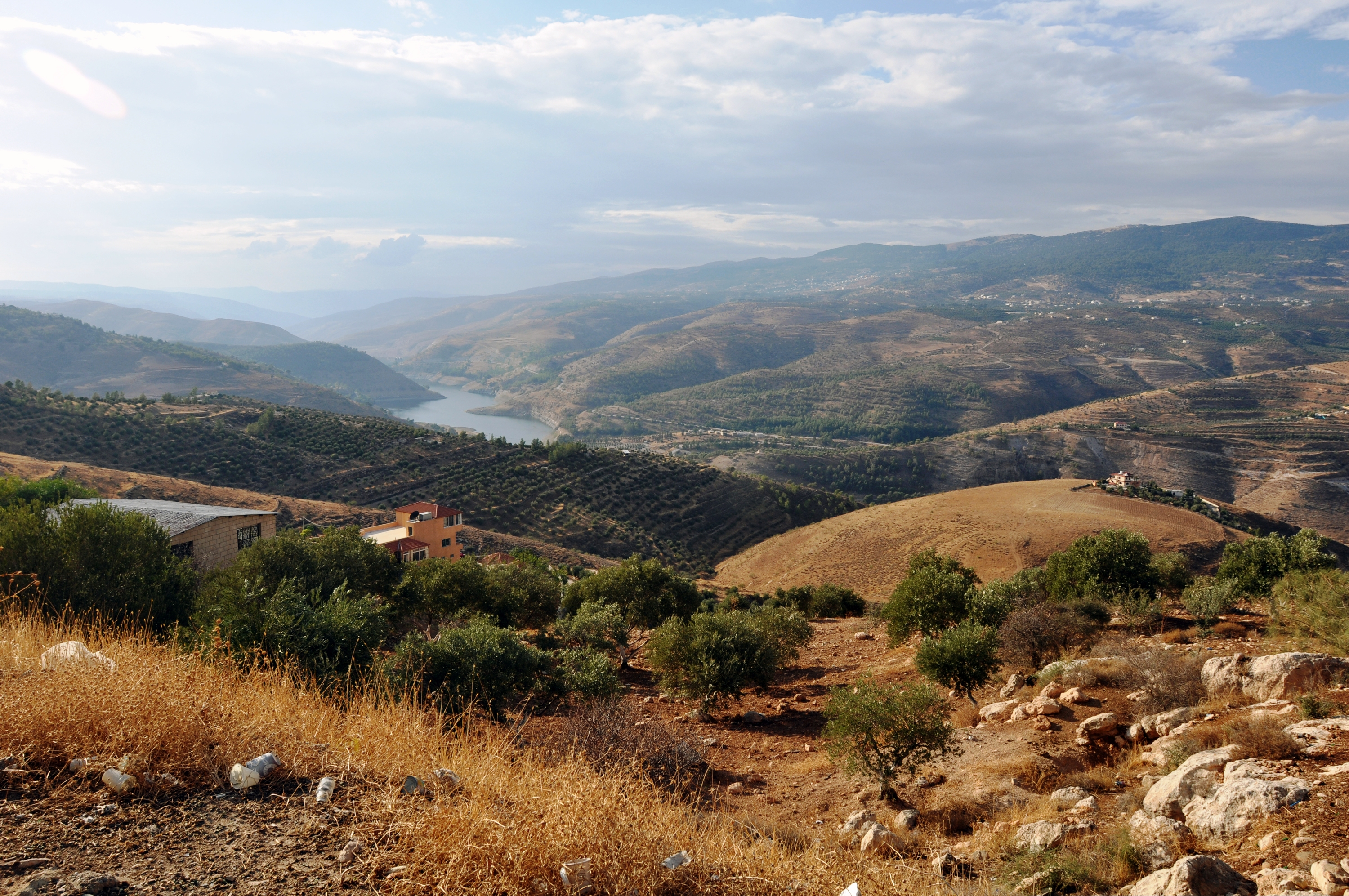
Paisaje de Jordania central con el río Zarqa al fondo, afluente del río Jordán.

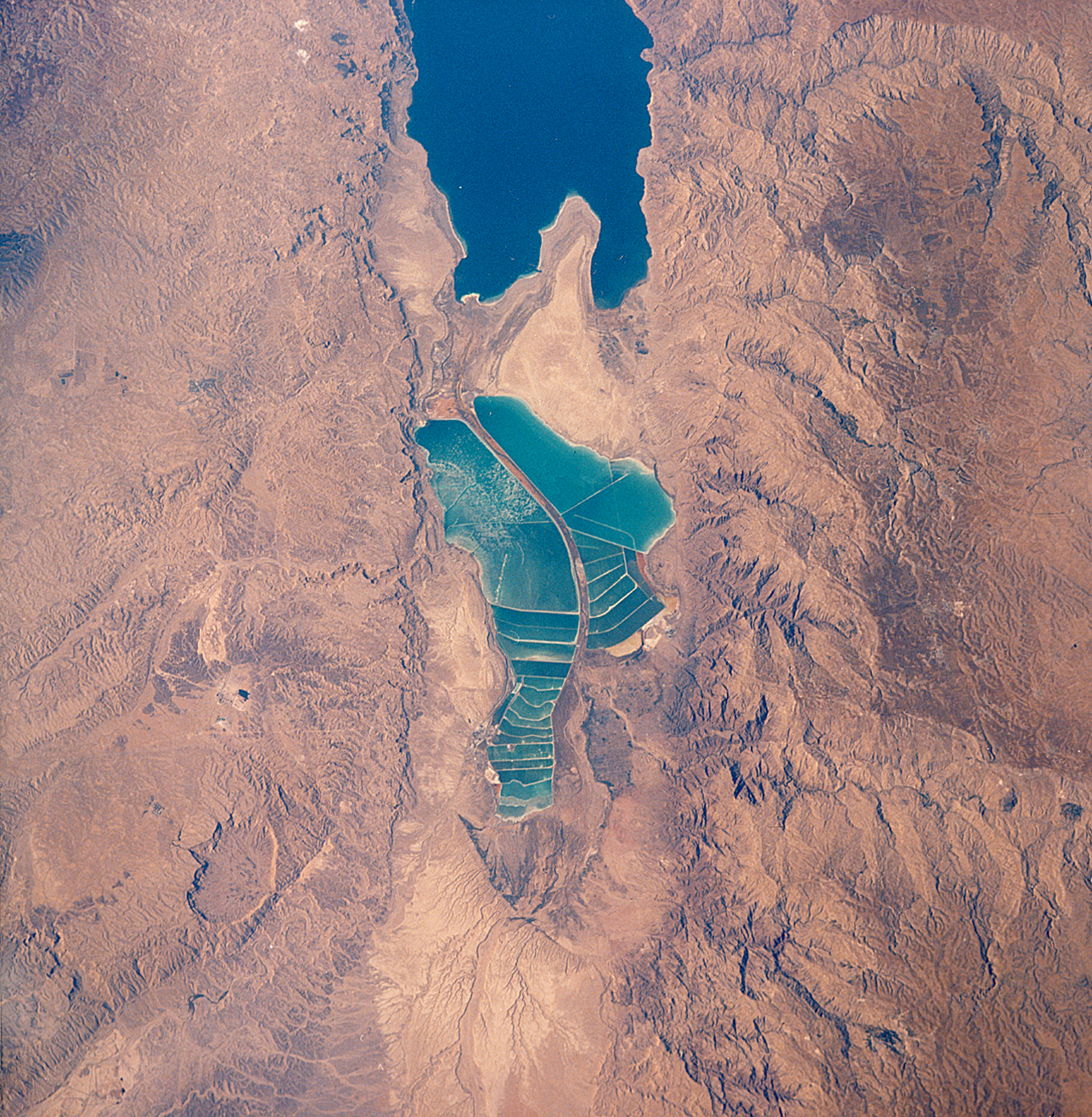
Península de Lisán, que separa la parte sur del mar Muerto, vista desde el espacio.

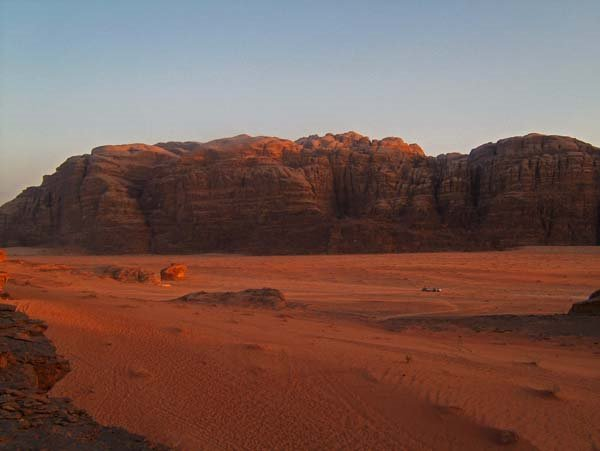
Wadi Rum, en el sur de Jordania.

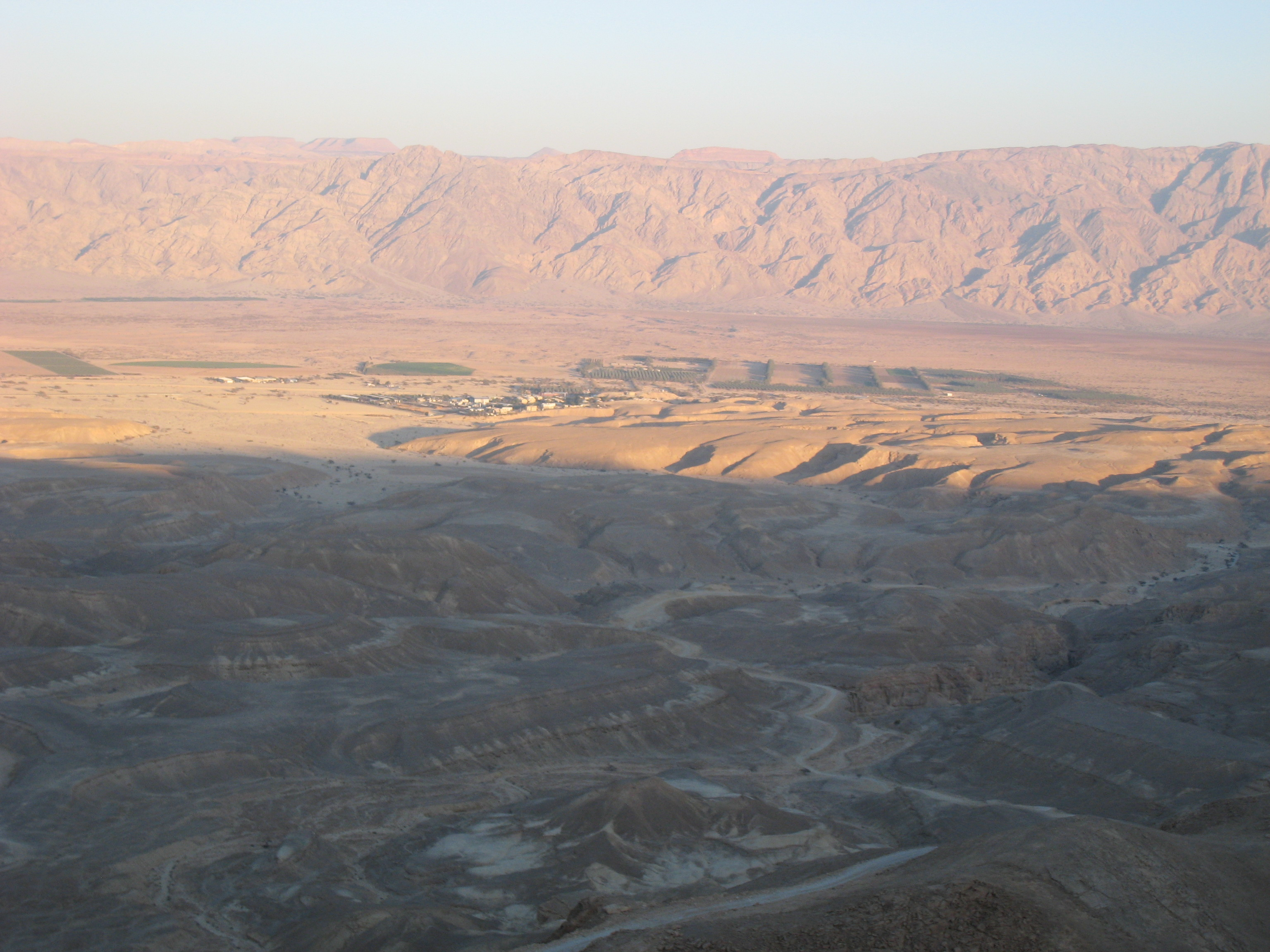
Valle de Aravá durante el ocaso.

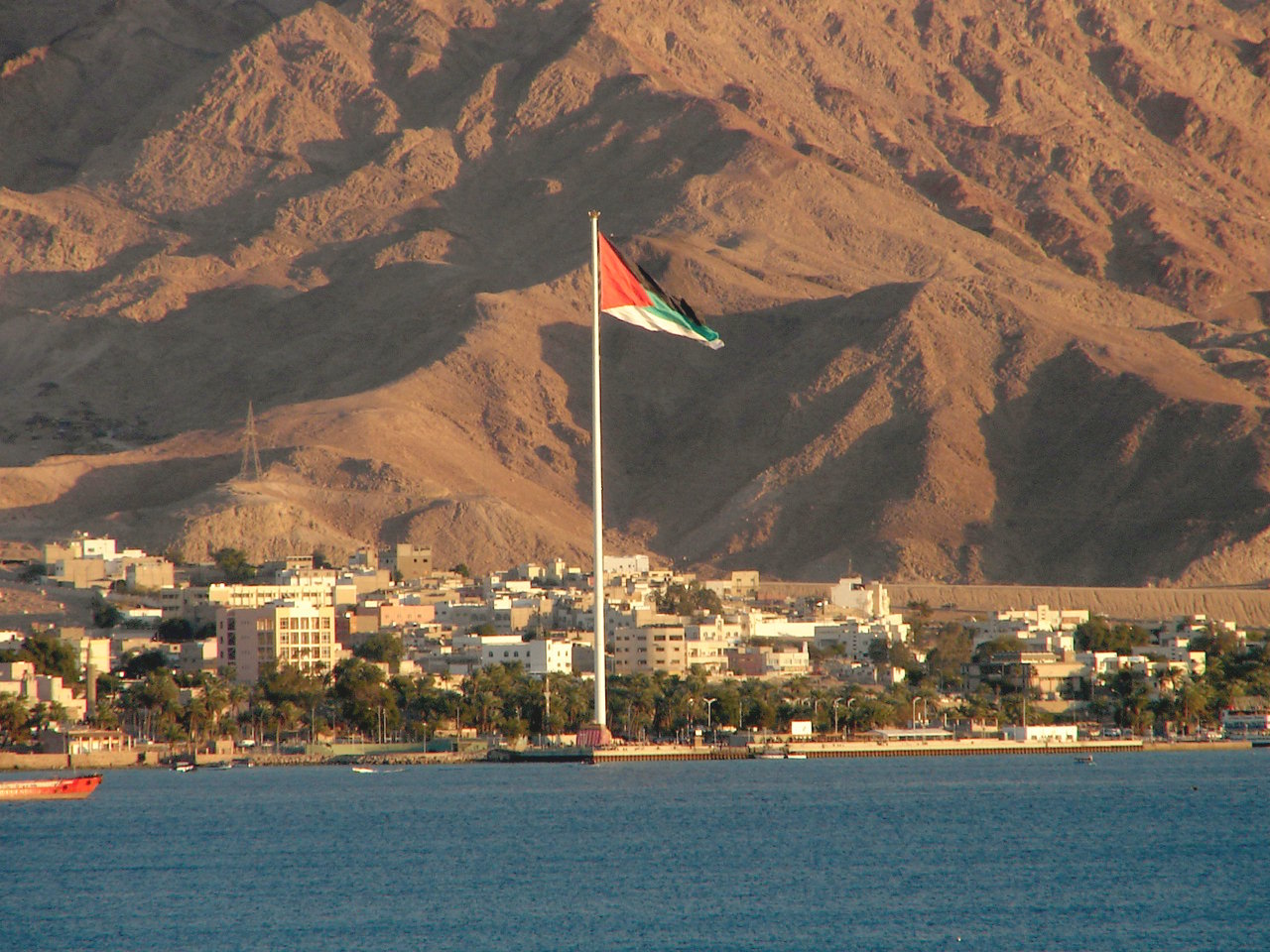
Ciudad costera de Aqaba, en el sur de Jordania.

El país consiste principalmente en una meseta entre 700 y 1200 m, dividida en secciones por valles y gargantas, con pequeñas zonas montañosas. Al oeste de la meseta, también conocida como orilla oriental del Jordán o Transjordania, se produce un descenso hasta el valle del río Jordán o depresión sirio-africana, que incluye de norte a sur el mar de Galilea (fondo a -258 m), el bajo Jordán, el mar Muerto ( fondo a -730 m), la depresión de Aravá, el golfo de Aqaba y finalmente el mar Rojo. Este valle forma parte del Gran Valle del Rift, que continúa a lo largo de África hasta Mozambique, sin embargo, en esta zona no se recuerdan terremotos significativos a lo largo de siglos.
La mayor parte de Transjordania es un desierto, y la morfología de los terrenos está asociada con una gran aridez. Gran parte pertenece al desierto de Siria y al norte del desierto de Arabia. Hay grandes extensiones de arena y dunas, especialmente en el sur y sudeste, junto con salares. La aparición ocasional de colinas de arenisca y montañas de poca altura mantienen un tipo de vegetación exigua y atrofiada que crece durante un corto periodo tras las lluvias invernales. Esta zona alberga algo de vida y es la zona menos poblada de Jordania.
La red de drenaje ofrece pocas salidas al mar y en muchas zonas del interior se forman depósitos sedimentarios donde el agua se evapora o es absorbida por el suelo. El desierto se alza gradualmente hacia el oeste, antes de alcanzar el valle del Jordán, dando lugar a las tierras altas de Jordania, una región esteparia de altas mesetas calcáreas profundamente cortadas con una elevación media de 900 m. Algunas cimas alcanzan ocasionalmente los 1200 m en la zona norte y los 1700 m en la zona sur, culminando en el Jabal Ram, de 1734 m, aunque la cima más alta del país es el Jabal Umm ad Dami, en el extremo sur, en la frontera con Arabia, de 1854 m. En esta zona hay algunos pueblos muy aislados.
El extremo oeste de la meseta forma un escarpe por encima del lado oriental del río Jordán y la depresión del mar Muerto, continuando hacia el sur. Muchos de los uadis que desembocan en este valle solo llevan agua durante la corta estación de las lluvias invernales, pero forman profundos cañones que hacen muy difícil el tránsito. 
El río Jordán es corto, pero desde su nacimiento a unos 160 km al norte de su desembocadura en el mar Muerto, desciende desde los 3000 m hasta los -400 m por debajo del nivel del mar. Antes de alcanzar Jordania, el río forma el mar de Galilea, que ya se encuentra a -212 m por debajo del nivel del mar. Su principal tributario es el río Yarmuk. Cerca de la unión de los dos ríos, el Yarmuk forma la frontera entre Israel, en el noroeste, Siria en el nordeste y Jordania en el sur. El río Zarqa, el segundo afluente, fluye por entero a través de Transjordania.
Desde el río Yarmuk hasta Al Aqaba, en el sur, hay 380 km. La parte norte, entre el Yarmuk y el mar Muerto, es conocida como el valle del Jordán, dividida en parte oriental y occidental por el río. Bordeado por un acantilado en ambos lados, el valle alcanza una anchura máxima de 22 km en algunos puntos. En idioma local es Al Ghawr o Al Ghor (depresión o valle).
El valle del Rift del Jordán en el lado sur del mar Muerto es conocido como el Ghawr meridional, uadi Al Jayb o Wadi al Arabah. El Ghawr meridional va desde Wadi al Hammah, en el lado sur del mar Muerto, hasta Ghawr Faya, 25 km al sur, pero el llamado uadi Al Jayb sigue hasta el golfo de Aqaba, a 180 km del mar Muerto. El valle del Rift del Jordán varía desde el nivel del mar, al norte, hasta el nivel del mar Muerto, que desciende de 400 m bajo el nivel del mar. La evaporación es extrema debido al intenso calor. El agua contiene 250 g de sal por litro y alcanza el punto de saturación a los 110 m.
El mar Muerto ocupa la depresión más profunda de la superficie de la Tierra. La depresión parece acentuarse al estar rodeada de montañas que se elevan de 800 a 1200 m sobre el nivel del mar. La zona más profunda del mar Muerto tiene unos 430 m, lo que la sitúa a unos 825 m por debajo del nivel del mar. Una caída de nivel dio lugar a la península de Lisán, que ha acabado uniendo ambas orillas y dividiendo el mar Muerto en dos zonas, al norte y al sur.

## Clima

Mapa climático de Köppen. En rojo, árido, desértico y cálido; en rosa, árido, estepario y cálido; en amarillo oscuro, árido, estepario y frío, y en amarillo claro, templado, con veranos secos y cálidos.

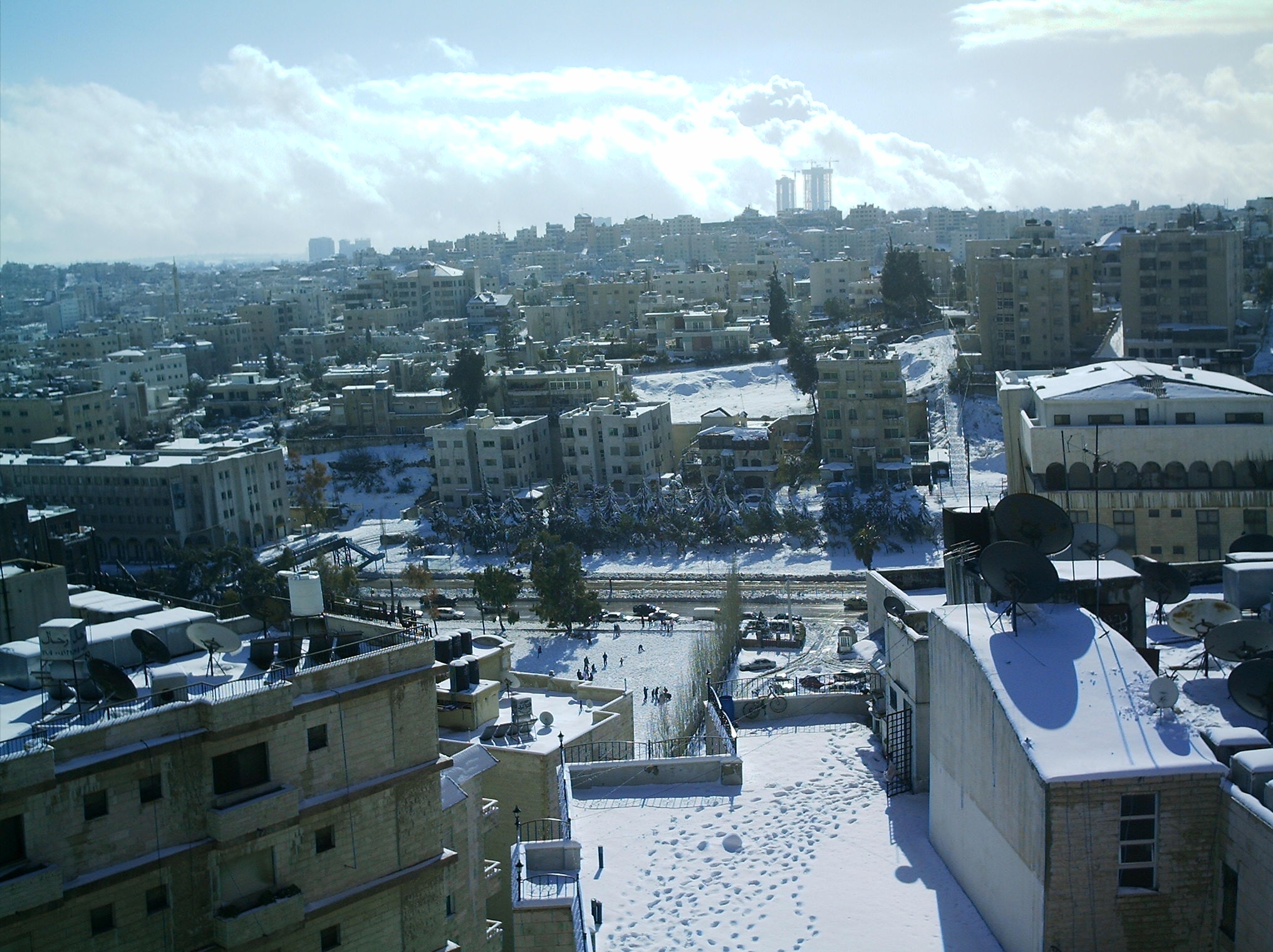
Nieve en Amán

La principal característica del clima mediterráneo de la región es el contraste entre la estación relativamente lluviosa de noviembre a abril y el tiempo muy seco el resto del año. El verano es cálido y seco, con una presión atmosférica constante, y el invierno es variable, con el paso de sucesivos frentes fríos que proceden del mar Mediterráneo y que provocan precipitaciones esporádicas. 
La mayor parte de Transjordania recibe menos de 120 mm de lluvia al año y puede ser clasificada como estepa o desierto. En las tierras altas que se alzan al este del Jordán las lluvias pueden aumentar hasta 300 mm en el sur y 500 mm en el norte. El valle del Jordán forma una estrecha franja climática que recibe 300 mm en el norte y desciende a 120 mm en la cabecera del mar Muerto.
El mes más cálido es agosto y el más frío enero. Las variaciones diarias de temperatura son más elevadas en verano, con medias de hasta 32.oC y máximas que superan fácilmente los 36.oC. Entre noviembre y abril, las medias se mantienen en 13.oC y las heladas no son raras. Puede nevar al noroeste de las tierras altas, y suele hacerlo un par de veces en invierno al oeste de Amán.
Después del verano, durante cerca de un mes, las bajas presiones hacen que se levante un viento seco y muy fuerte procedente del sur o el sudeste que alcanza la fuerza de galerna. Tiene varios nombres, entre ellos khamsin, y suele ir acompañado de grandes nubes de polvo, el barómetro cae, la humedad baja del 10 % y la temperatura sube de 5 a 8.oC. Las tormentas pueden durar un día, y destruir cultivos.
El shamal, otro viento significativo, procede del norte o el noroeste, a intervalos entre junio y septiembre. Puede soplar a lo largo de nueve o diez días originado por una masa continental de are frío y seco de origen polar que se ha calentado durante su recorrido por Eurasia.

## Flora

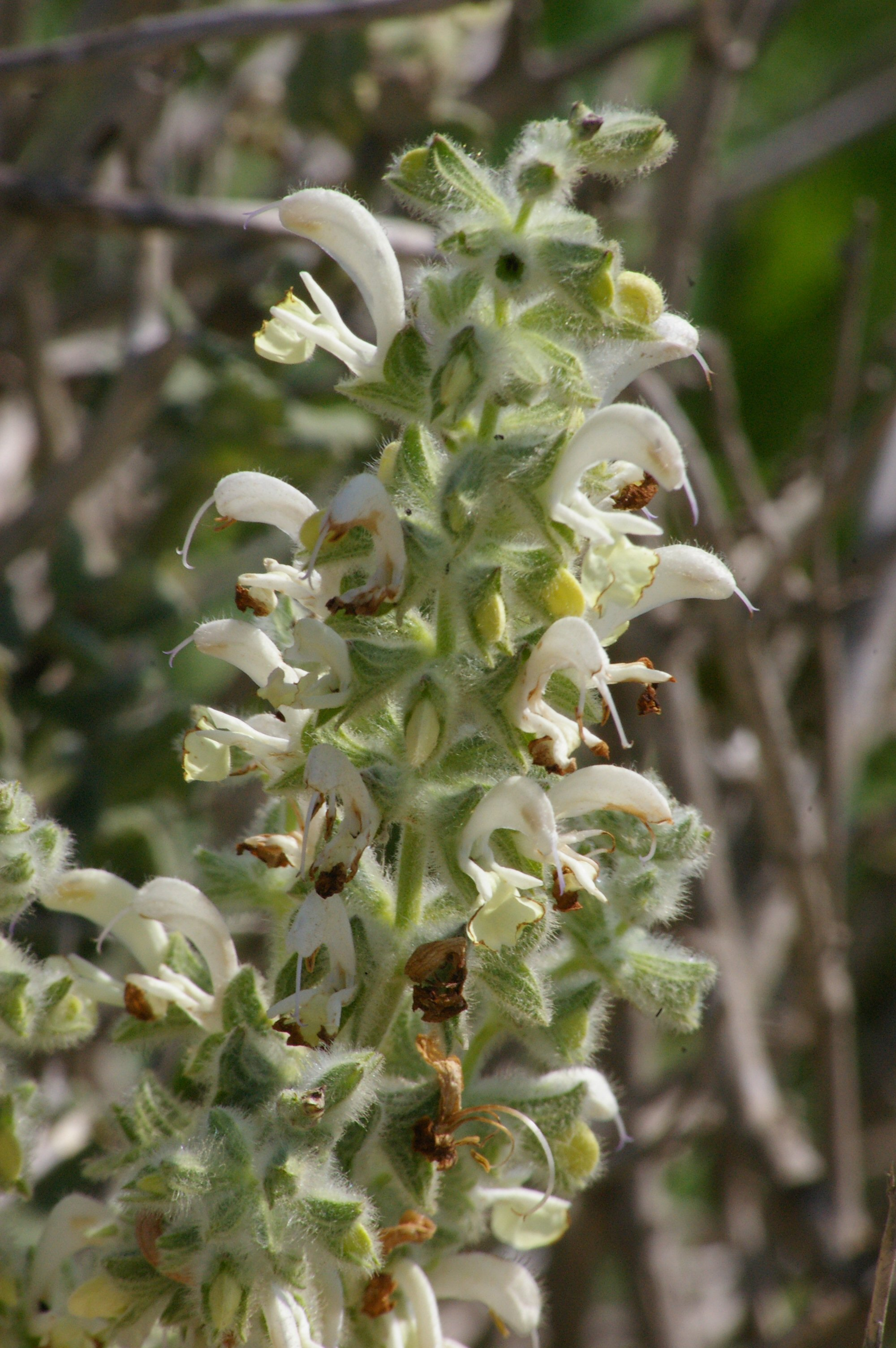
Salvia dominica

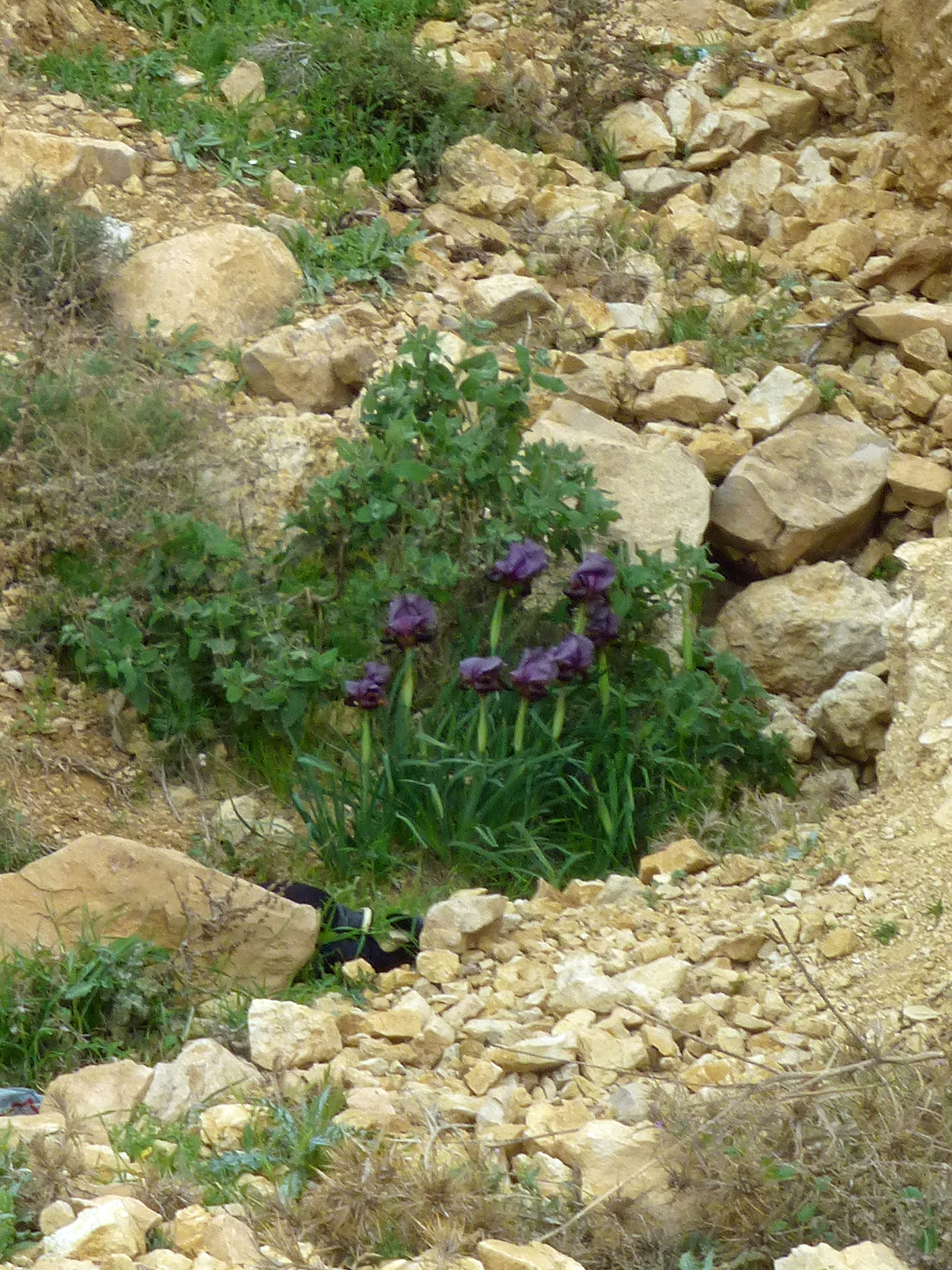
Iris nigricans o iris negro, la flor nacional de Jordania.

Jordania tiene diversos hábitats que albergan unas dos mil especies de plantas, que incluyen 150 familias y unos 700 géneros. Destacan el pino de Alepo, el ciprés mediterráneo y la sabina negral. Hay entre 5 y 10 especies de helechos, y unas 150 especies de hongos y líquenes.
La mayoría de plantas florecen en primavera, después de las lluvias invernales. El tipo de vegetación depende de la cantidad de precipitación. Las regiones montañosas del noroeste están cubiertas de bosque de pino, roble, encina, pistacho y acebuches. Hacia el sur, la vegetación se vuelve más escasa y se convierte en esteparia. El centro y el este son principalmente un tipo de desierto conocido como hamada, con muchas piedras y poca arena.
Las vertientes montañosas orientadas al valle del Rift del Jordán están atravesadas por uadis que llevan agua en invierno y mantienen algunos árboles y matorrales en un paisaje inhóspito. En el valle, la Reserva natural de Fifa alberga salares y una vegetación semitropical. Más al sur, la Reserva natural de Catar, cerca del golfo de Aqaba, alberga una vegetación esteparia con acacias.
En la zona de malezas, el género dominante es Sarcopoterium, la pimpinela espinosa, y el área esteparia está dominada por Ballota undulata y Salvia dominica, con Astragalus bethlemiticus y Marrubium libanoticum. La región de hamada tiene un número limitado de especies. Las zonas pedregosas están con frecuencia dominadas por Anabasis, mientras que en las zonas arenosas predomina la Retama raetam. En los uadis, en zonas sometidas a inundaciones relámpago, hay una flora más diversa que incluye Tamarix, Artemisia y acacias, y en las zonas de guijarros, Salsola verticillata y Halogeton alopecuroides. La flor nacional de Jordania es el iris negro, que se encuentra cerca de Madaba.

## Áreas protegidas de Jordania

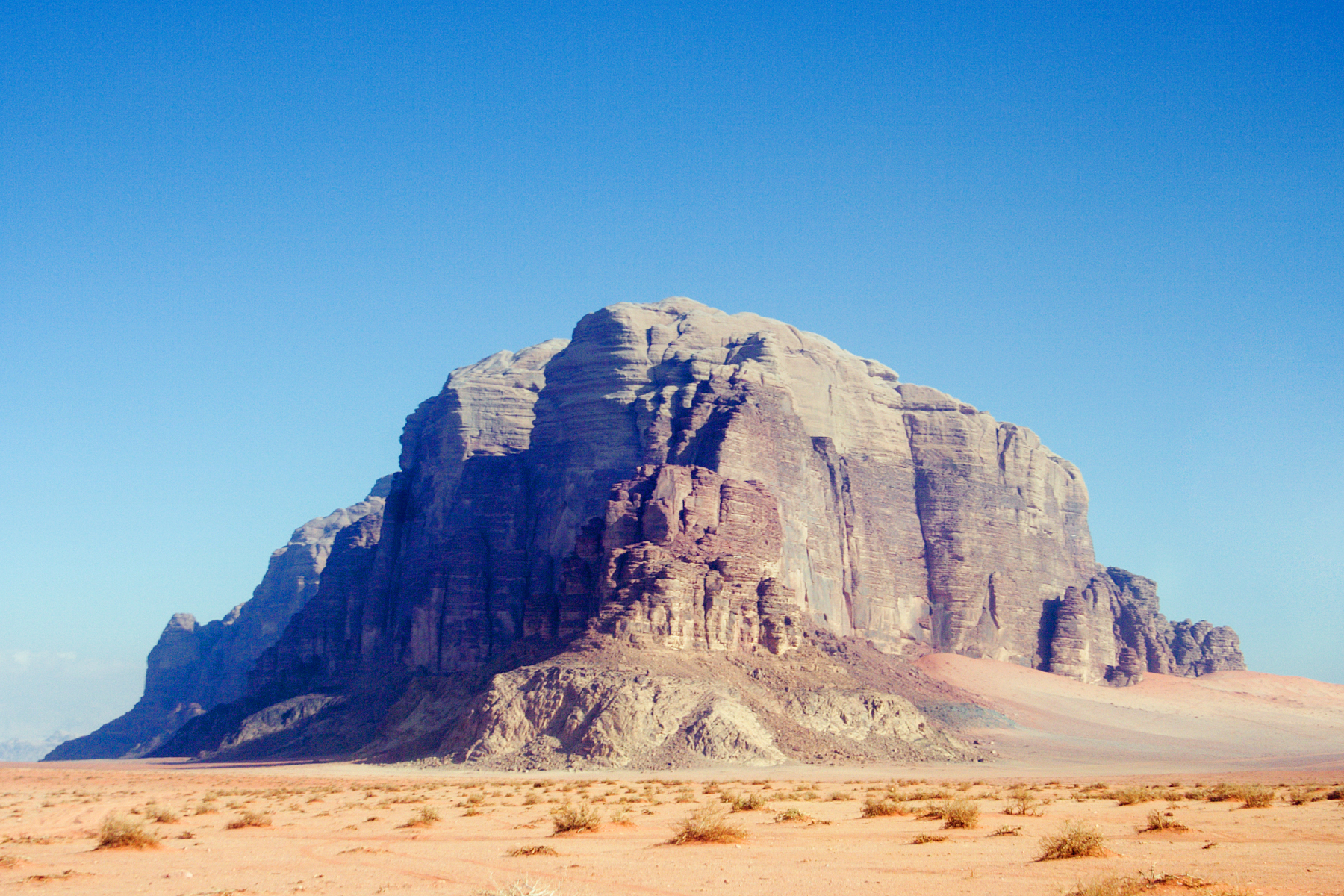
Montaña conocida como Los siete pilares de la sabiduría en Uadi Rum.

Según la IUCN, en Jordania hay 33 áreas protegidas que ocupan 4013 km², el 4,47 % del territorio (189.690 km²), y 1 km² de áreas marinas, el 0.98 % de la superficie que corresponde al país, de 94 km². En este conjunto, hay 8 reservas naturales, 3 reservas forestales, 1 reserva de la naturaleza, 5 reservas naturales propuestas, 1 área marina y 10 áreas de conservación especial. de carácter internacional, hay 2 reservas de la biosfera de la Unesco, 1 sitio patrimonio de la humanidad y 2 sitios Ramsar.

### Reservas de la biosfera

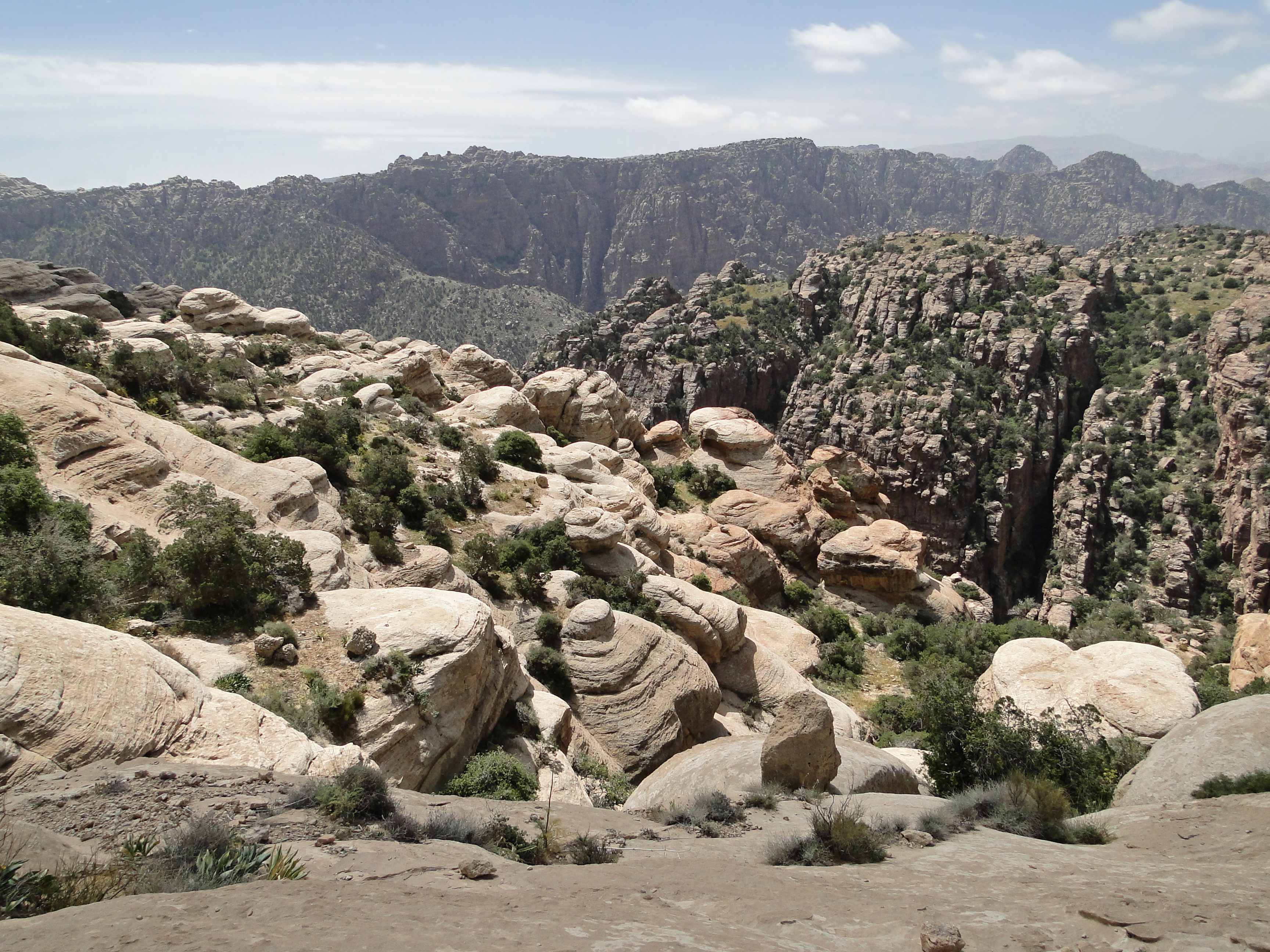
Paisaje de la Reserva de la biosfera de Dana.

- Reserva de la biosfera de Mujib, 212 km², junto al mar Muerto, a 416 m bajo el nivel del mar, rodeando el uadi Mujib, un profundo y majestuoso cañón que corta las agrestes tierras altas y drena en el mar Muerto. Se halla entre los gobernoratos de Madaba y Karak, desde 900 m de altitud hasta el mar. Esta diferencia de altitud propicia la diversidad vegetal. Hay unas 43 especies raras, 67 plantas medicinales, 12 especies venenosas y 22 comestibles. Entre las especies nuevas se encuentra el helecho lengua de serpiente Ophioglosum polyphyllum.[8] Hay 24 especies de mamíferos, entre ellos el chacal, el lobo, la hiena, el caracal, el íbis nubio, la cabra montesa y el damán de El Cabo. El valle del Jordán es una ruta de migración de aves considerada IBA (área de importancia para las aves), con más de 150 especies en la reserva, entre ellas varios tipos de buites, halcones y currucas.[9]

- Reserva de la biosfera de Dana, 35°23.4'E / 30°49.0‘N, 308 km². Cubre un agreste paisaje a lo largo del valle del Rift del Jordán que incluye varias sierras, mesetas y llanos desérticos. Incluye diferentes biomas: mediterráneo, irano turánico, árabe-sahariano y sudanés. Alberga diversas especies amenazadas, como el serín sirio, el cernícalo primilla, el zorro estepario y el íbice de Nubia.[10][11]

## Patrimonios culturales

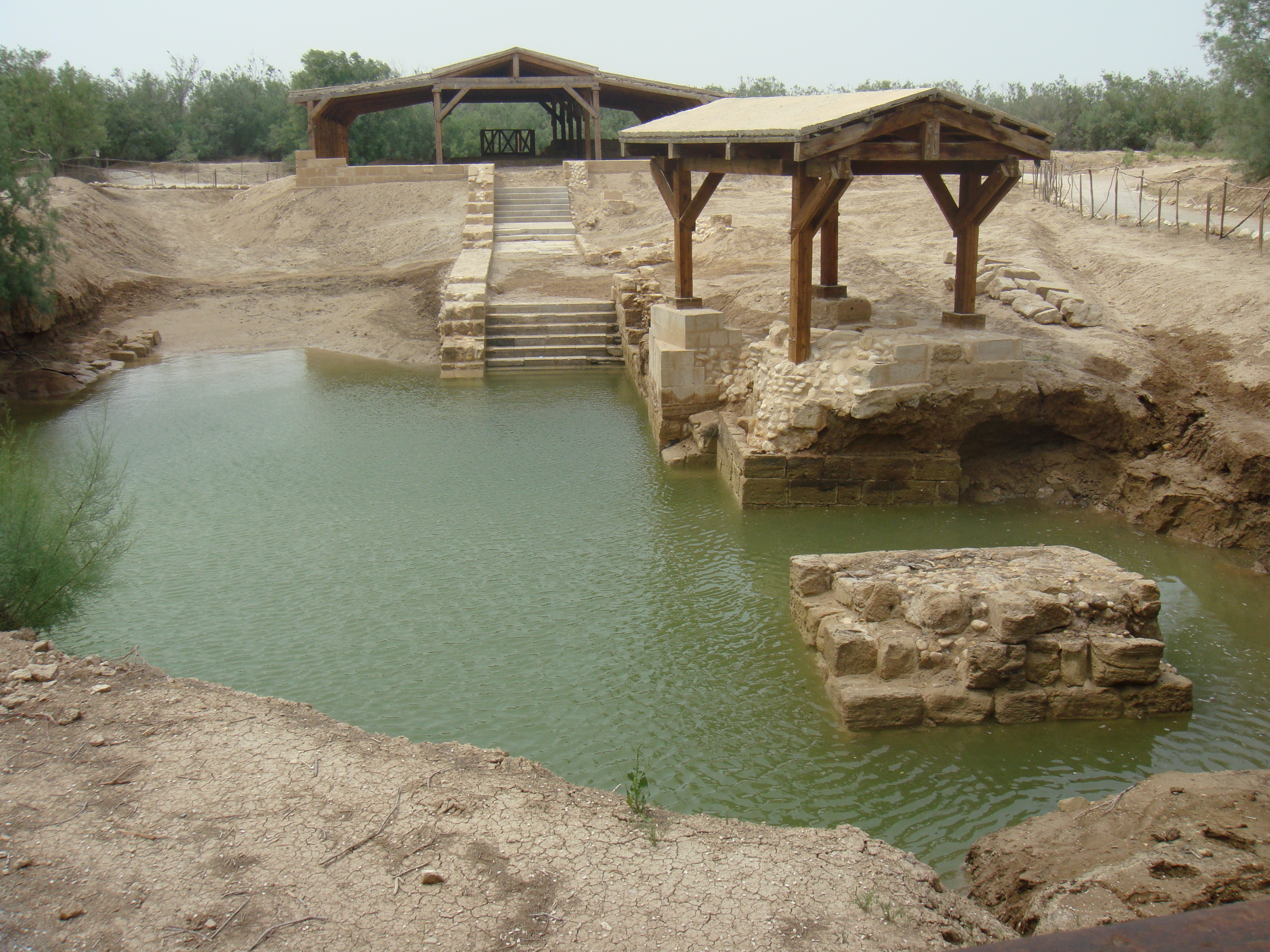
Al-Maghtas o Betania, el sitio del bautismo de Jesús en Jordania.

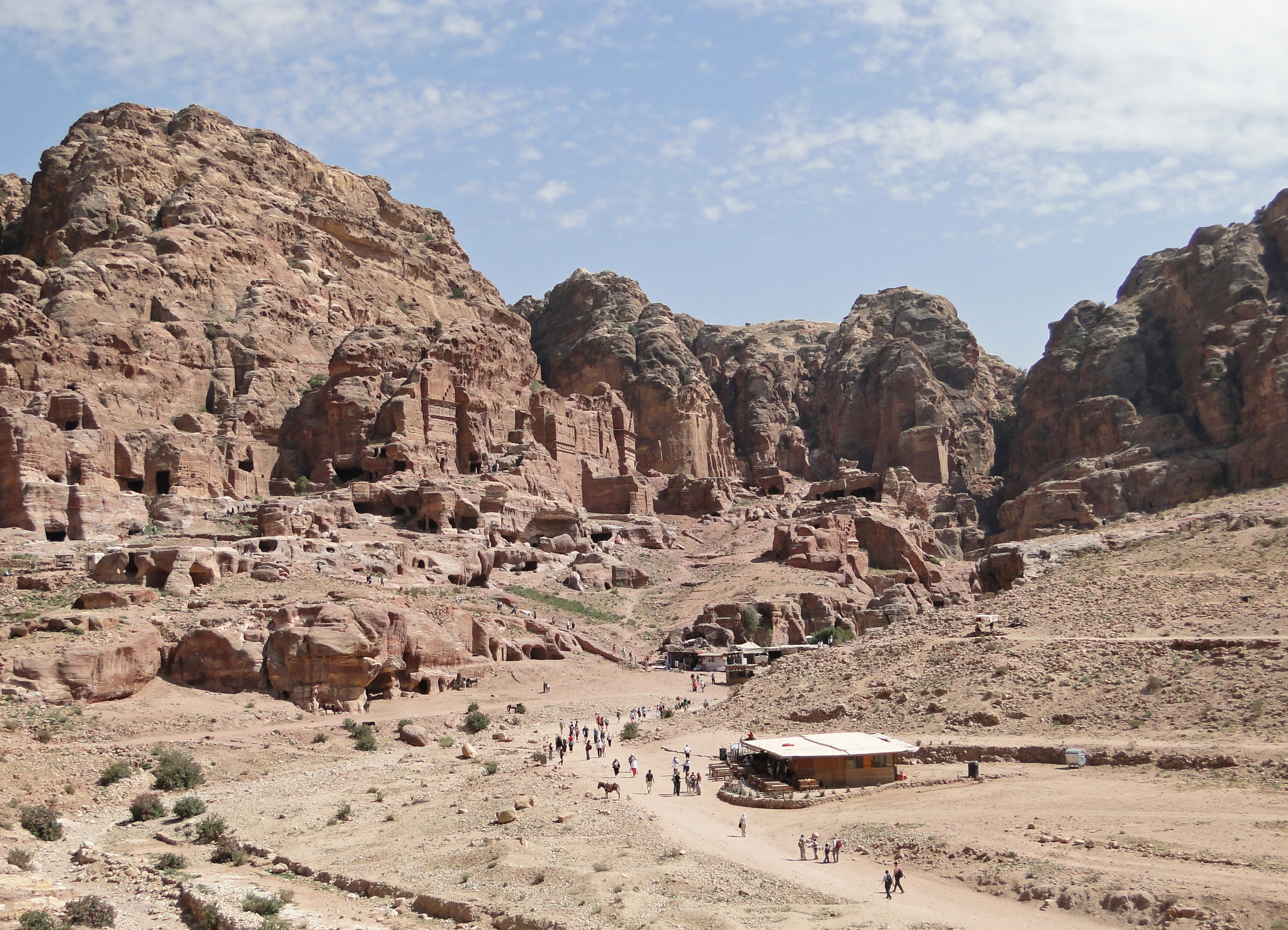
Vista de Petra.

En 2016, la Unesco reconocía cinco sitios del interés cultural o natural en Jordania.
- Al-Maghtas (31°50′14″N 35°33′01″E), (en idioma árabe:المغطس ). Significa «bautismo» o «inmersión» en árabe. Es un yacimiento arqueológico del  patrimonio mundial en Jordania en la orilla este del río Jordán, oficialmente conocido como «Sitio del Bautismo Betania de Transjordania (Al-Maghtas)». Se considera que fue la ubicación original del Bautismo de Jesús y el ministerio de Juan el Bautista y ha sido venerada como tal desde al menos el imperio bizantino.[12]

- Petra (30°19′43″N 35°26′31″E), capital del antiguo reino nabateo, cuyos pobladores la llamaban Raqmu (en árabe nabateo, الرقيم).[13]

- Qusair Amra (31.801935°N 36.57663°E), es el más célebre de los castillos del desierto ubicados en lo que hoy es el este de Jordania.

- Um er-Rasas (31°29′59″N 35°55′11″E), es un sitio arqueológico jordano que contiene ruinas de las civilizaciones romana, bizantina y proto-musulmana.

- Uadi Rum (29°35′35″N 35°25′12″E), 720 km², es un valle desértico situado a 1600 m s. n. m. en una región montañosa formada por granito y arenisca en el sur de Jordania, 60 km al estenordeste de Aqaba.

## Límites
- Norte: Siria.
- Sur: Arabia Saudita.
- Este: Arabia Saudita e Irak.
- Oeste: Israel, Palestina y Golfo de Aqaba.

## Principales desiertos, mares y golfos
- Mar Muerto
- Golfo de Aqaba
- Desierto de Siria